# Mathieu Babillot
Mathieu Babillot (Chartres, 9 settembre 1993) è un rugbista a 15 francese, che gioca Terza linea ala nel Castres in Top 14.

## Biografia
Babillot entrò nelle giovanili del Castres nel 2003. Con la squadra francese debuttò a livello professionistico nel 2013 durante un incontro dell'Heineken Cup 2012-2013 contro l'Ulster. Cinque anni più tardi fu nominato vice-capitano e divenne campione di Francia 2017-18, disputando da titolare la finale vinta contro il Montpellier. A fine stagione fu, inoltre, eletto miglior giocatore francese dell'anno dalla rivista di settore Midi olympique. Nell'annata 2019-2020 divenne il capitano del Castres con cui poteva vantare già più di cento presenze in tutte le competizioni.
A livello internazionale, Babillot disputò con la selezione under 20 francese sia il sei nazioni di categoria che il mondiale 2013. Nel 2018 fu chiamato da Jacques Brunel, ct della Francia, nel gruppo di preparazione della partita contro l'Italia del Sei Nazioni 2018, ma rimase in tribuna. Il suo esordio con i Bleus avvenne nell'ultimo incontro del torneo con il Galles. Accumulò altre quattro presenze in nazionale durante la stagione prendendo parte sia al tour estivo in Nuova Zelanda che alle amichevoli novembrine.
Babillot giocò nei Barbarians francesi in occasione della partita contro i Māori All Blacks del novembre 2017 .

## Palmarès
- Campionati francesi: 1
Castres: 2017-18